# Pentling
Pentling ist eine Gemeinde im Oberpfälzer Landkreis Regensburg in Bayern. Die Wohngemeinde ist eine Stadtrandgemeinde südwestlich von Regensburg.

## Geografie

### Lage
Pentling liegt unmittelbar südlich der Stadt Regensburg.

### Gemeindegliederung
Es gibt 18 Gemeindeteile (in Klammern sind der Siedlungstyp und die Einwohnerzahl angegeben):
- Fohlenhof (Einöde)
- Graßlfing (Kirchdorf, 737)
- Großberg (Kirchdorf, 1167)
- Hänghof (Einöde)
- Hohengebraching (Pfarrdorf, 205)
- Hölkering (Dorf, 55)
- Matting (Pfarrdorf, 328)
- Neudorf (Dorf, 126)
- Niedergebraching (Dorf, 762)
- Nußhof (Einöde)
- Oberirading (Weiler)
- Pentling (Kirchdorf, 2660)
- Poign (Dorf, 178)
- Posthof (Einöde)
- Schwalbennest (Einöde)
- Seedorf (Dorf, 61)
- Unterirading (Einöde)
- Weichslmühle (Einöde)

Es gibt die Gemarkungen Graßlfing, Großberg, Hohengebraching, Matting, Neudorf (nur Gemarkungsteil 0), Pentling und Poign.

## Geschichte

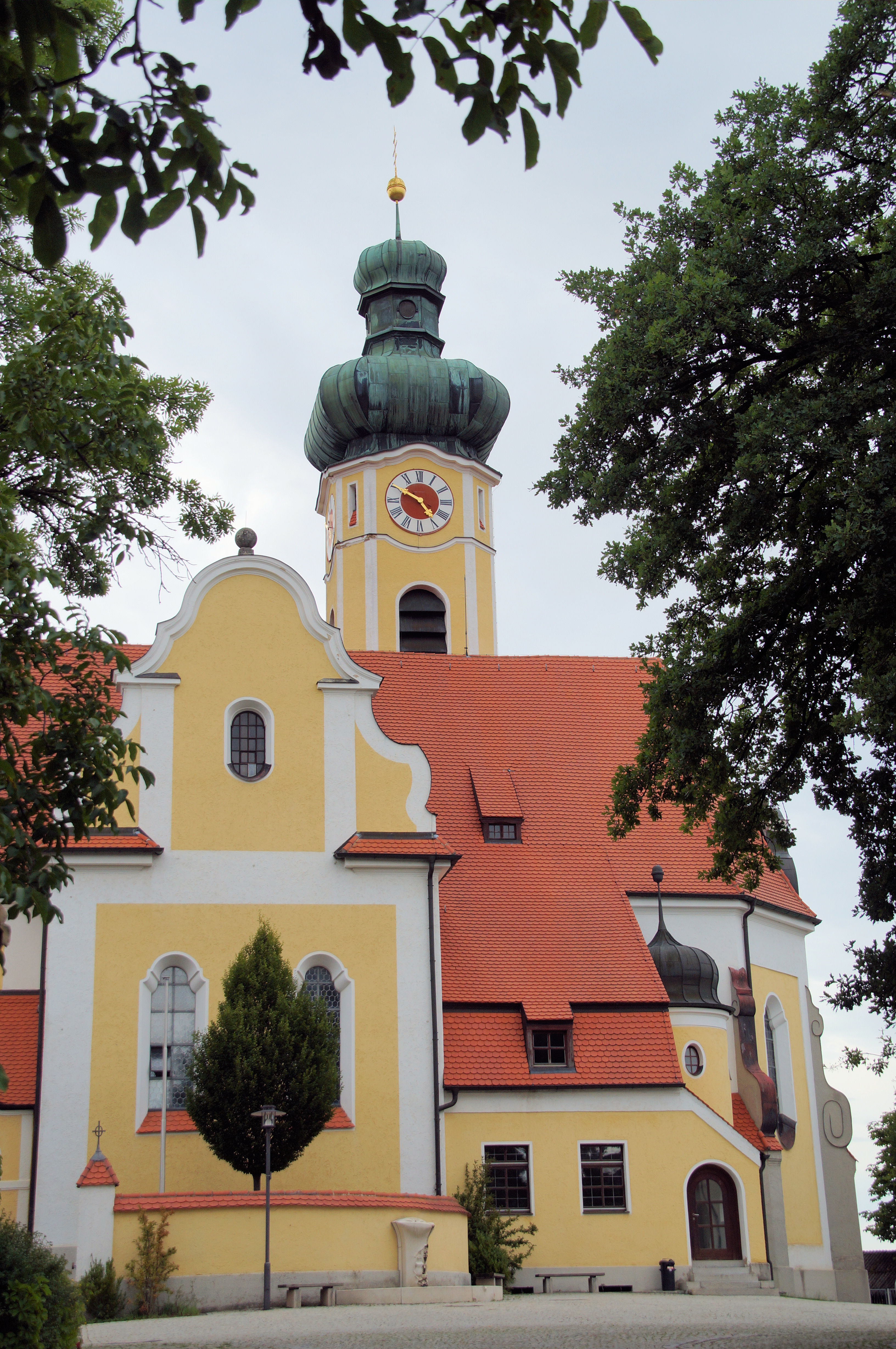
Kirche Maria Himmelfahrt Hohengebraching

### Bis zur Gemeindegründung
Keramiken und Bronzenadeln, die in der Forstmühle gefunden wurden, lassen darauf schließen, dass das Pentlinger Land bereits in der Bronzezeit bewohnt war. Der Ortsname Pentling (auch Pentilingin, Pentilingen oder Pentelingen) erscheint in mehreren Urkunden des Klosters St. Emmeram aus dem 12. und 13. Jahrhundert (erstmals 1187, zur Bezeichnung eines Ackers).
In der Zeit des Dreißigjährigen Kriegs wurde Pentling während der Kämpfe um Regensburg fast vollständig zerstört. Aus Dankbarkeit für den Frieden wurde anschließend eine kleine Kapelle erbaut, die bis heute steht. Bis zur Säkularisation 1803 blieb Pentling im Eigentum des Klosters St. Emmeram. Die Hofmark lag im bayerischen Landgerichtsbezirk Kelheim. Im Jahre 1818 entstand die politische Gemeinde Pentling.

### Eingemeindungen
Am 1. Mai 1978 wurden im Zuge der Gebietsreform in Bayern die Gemeinden Großberg, Hohengebraching (mit den am 1. Januar 1974 eingegliederten Gebietsteilen der aufgelösten Gemeinde Neudorf), Pentling und Poign zur neuen vergrößerten Gemeinde Pentling zusammengeschlossen.

### Einwohnerentwicklung
Zwischen 1988 und 2018 wuchs die Gemeinde von 4858 auf 6137 um 1279 Einwohner bzw. um 26,3 %.

## Politik
- FW: 7
- CSU: 6
- Grüne: 4
- JW: 2
- SPD: 1

FW einschl. UWG; Grüne einschl. Aktive

### Gemeinderat
Der Gemeinderat wurde zuletzt am 15. März 2020 gewählt. Von den 5053 stimmberechtigten Einwohnern in der Gemeinde Pentling, haben 3388 von ihrem Wahlrecht Gebrauch gemacht, womit die Wahlbeteiligung bei 67,05 Prozent lag.

### Bürgermeisterin
Erste Bürgermeisterin ist seit 1. Mai 2014 Barbara Wilhelm (Freie Wähler/UWG). Bei der Kommunalwahl vom 15. März 2020 wurde sie mit 53,83 % der Stimmen wiedergewählt.

### Wappen

Bannerflagge der Gemeinde Pentling

| Wappen der Gemeinde Pentling | Blasonierung: „Unter zinnenförmig von Silber und Rot geteiltem Schildhaupt, unterstützt von einem goldenen Balken, in Schwarz eine silberne heraldische Lilie.“ |
| Wappen der Gemeinde Pentling | Wappenbegründung: Das Wappen erinnert an die enge Verbindung der Gemeinde Pentling mit dem Regensburger Benediktinerkloster St. Emmeram, das über lange Zeit die Ortsherrschaft innehatte und wichtigster Grundherr auch in den seit 1978 zu Pentling gehörenden ehemaligen Gemeinden Großberg, Hohengebraching, Pentling und Poign war. Der rote Zinnenbalken im silbernen Feld nimmt als heraldisches Symbol Bezug auf die Burg in Pentling, die – bereits zerstört – 1329 an St. Emmeram kam. Im 18. Jahrhundert hatten die Äbte des Klosters hier ein kleines Schloss. Rot und Silber sind die Wappenfarben von St. Emmeram. Der goldene Balken steht für die Römerstraße von Augsburg nach Regensburg, die durch die Gemeinde Pentling führte. Die silberne Lilie in Schwarz stammt aus dem persönlichen Wappen des Abtes Godin von St. Emmeram, das noch heute auf einem Wappenstein in Pentling erhalten ist. Die Bannerflagge ist senkrecht rot-gelb gestreift und trägt das Gemeindewappen in der oberen Hälfte. Wappen und Flagge der Gemeinde Pentling wurden am 8. Juni 1979 vom Regierungspräsidenten der Oberpfalz genehmigt. |

### Partnergemeinden
- Corciano, Umbrien, Italien
- Civrieux-d’Azergues, Kanton Limonest, Region Auvergne-Rhône-Alpes, Frankreich

## Kultur und Sehenswürdigkeiten

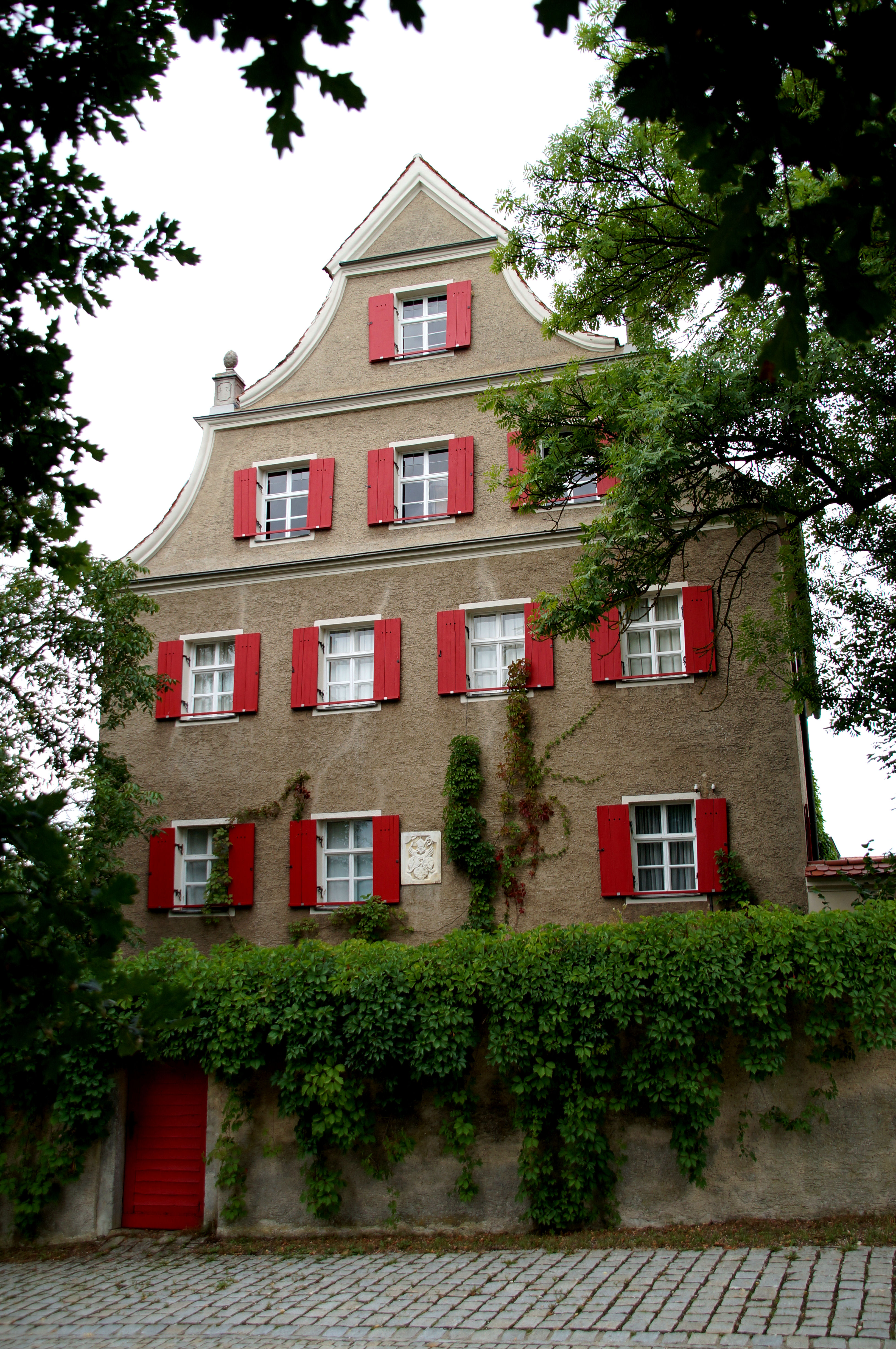
Neues Schloss Hohengebraching

### Bauwerke
- Schloss Hohengebraching
- Wohnhaus Papst Benedikt XVI.
- Kirche St. Johannes
- St. Maria

### Bodendenkmäler
- Burgstall Pentling
- Turmburg Weichslmühle

### Natur
- Schutzfelsen Pentling, als Geotop ausgewiesen

## Wirtschaft
Im Ortskern sind handwerkliche Betriebe angesiedelt. Ferner gibt es seit den 1970er Jahren ein Gewerbegebiet mit Supermärkten, das bis 1999 mehrfach erweitert wurde, und die Autobahnraststätte Pentling Süd.

## Bildung
Die Gemeinde verfügt über zwei Kindergärten und seit 1972 über eine Grundschule im Gemeindeteil Großberg. Im Grundschulgebäude befindet sich die Bücherei von Pentling.

## Verkehr
Die Bundesstraße 16 führt durch Pentling, auch das Autobahnkreuz Regensburg liegt auf dem Gemeindegebiet.

## Persönlichkeiten
- Maurus Gandershofer OSB (1780–1843), Historiker, geboren in Pentling
- Ernst Kutzer (Komponist) (1918–2008), seit 1966 in Pentling
- Lieselotte Quilling (1921–1997), Schauspielerin
- Michael Riedhammer (1922–2015), Rektor a. D., 2007 Ehrenbürger
- Xaver Zirngibl (1923–2007), Altbürgermeister, Ehrenbürger
- Benedikt XVI. (1927–2022), emeritierter Papst, seit 1969 in Pentling gemeldet, seit 1987 Ehrenbürger
- Wolfgang Beinert (Theologe) (* 1933), seit 1978 in Pentling
- Max Zierl (1934–2018), Ehrenvorsitzender der Bayernpartei
- Reinhard Richardi (* 1937), Jurist
- Marietheres List (1946–2018), Intendantin
- Johanna Obermüller (* 1938), bildende Künstlerin, lebt in Pentling